# Norihiko Endo
Norihiko Endo (...) è un ex giocatore di football americano giapponese che ha giocato come defensive end.

## Palmarès
- 2 Mondiali (1999, 2003)